# كوري موريس
كوري موريس هي لاعبة كرلنغ كندية، ولدت في 21 يونيو 1971 في هومبولت ‏ في كندا.

## وصلات خارجية
- كوري موريس على موقع الاتحاد الدولي للكرلنغ (الإنجليزية)
- كوري موريس على موقع اللجنة الأولمبية الدولية (الإنجليزية)
- كوري موريس على موقع أوليمبيديا (الإنجليزية)